# عاشور بن خيال
عاشور بن خيال سياسي ودبلوماسي ليبي ولد في برقةبمدينة درنة في سبتمبر 1939.سميّ لوزارة الخارجية في 22 نوفمبر 2011 من قبل عبد الرحيم الكيب في حركة مفاجئة، لأن المنصب كان يشار إلى شغله من قبل نائب سفير ليبيا لدى الأمم المتحدة إبراهيم الدباشي. ووصف بأنه شخصية غير معروفة قبل تعيينه.

## الحياة السياسية
بن خيال كان في السابق السكرتير الأول في السفارة الليبية بروما في أواخر عقد الستينات. عمل بن خيال كسكريتير أول بسفارة ليبيا ومستشار للبعثة الليبية لدى الأمم المتحدة، بنيويورك في مجلس الأمن الدولي خلال فترة عضوية ليبيا 1976-1977. خلال فترة ولايته في الأمم المتحدة عمل أيضًا بصفته نائب مندوب ليبيا مع منصور رشيد الكيخيا. كما أنه كان سفير ليبيا إلى كوريا لكنه استقال في 1984 بعد أن أطلق مسلح النار السفارة الليبية في لندن على احتجاج خارج السفارة، قاتل ضابطة الشرطة ايفون فليتشر.
بعد انشقاقه، انضم بن خيال إلى إلى صفوف المعارضة وعيين لاحقًا نائب الأمين العام التحالف الوطني الليبي. في 2005، بعد مقتل الكيخيا، عمل كرئيس مجلس إدارة ولاحقًا كرئيس للمؤتمر الوطني للمعارضة الليبية. خلال الحرب الأهلية الليبية، أعلن المؤتمر دعمه للمجلس الوطني الإنتقالي وتخصيص كل إمكاناته «لخدمة الوطن».

## روابط إضافية
- وزارة الخارجية الليبية